# ВК Хебър
ВК Хебър е български волейболен клуб от град Пазарджик, Шампион на България по волейбол, участник във волейболната ЕФБЕТ Суперлига на България и Шампионската волейболна лига на FIVB.
През сезон 2016/2017 е участник във Висшата лига на България и печели редовния сезон, както и промоция за Суперлигата при мъжете, като надвива „Доростол“ Силистра в 2 от 3 мача и си осигурява място в най-горната лига. През сезон 2017/2018 взема участие в Суперлигата като завършва на 6-о място с 13 победи и 9 загуби. В четвъртфиналните плейофи ВК Хебър играе срещу ВК ЦСКА, но печели само 1 от 3 мача и не продължава напред. Сезон 2018/2019 се счита за най-успешния сезон за ВК Хебър. Отборът взима участие в Балканската купа, на която е домакин, и завършва на 2-ро място, печелейки сребърните медали.
В периода от 11 до 13 януари 2019 г. „тигрите“ са домакини на Купата на България. След победи в първите 2 дни на турнира срещу ВК Марек и ВК Левски, ВК Хебър си осигурява място на финала срещу шампионите от „Нефтохимик“. На 13 януари 2019 година ВК Хебър печели първата си купа, надвивайки ВК Нефтохимик във финалния мач с 3:2 и става носител на трофея. Отборът печели редовния сезон с 18 победи, 4 загуби и 50 точки. Във финалните плейофи „Хебър“ отново се изправя срещу „Нефтохимик“, но губи с 3 – 0 и остава вицешампион за сезон 2018/2019.
През сезон 2019/2020 отборът се подсилва с имена като Георги Братоев и Тодор Алексиев, като запазва и голяма част от състава, с който завършва предния сезон. На 11 октомври 2019 ВК Хебър печели Суперкупата на България в мач срещу ВК Нефтохимик 2010 след победа с 3:0. За играч на мача е обявен Тодор Алексиев.
В периода от 17 до 19 януари 2020 г. в Бургас се провежда турнирът за Купата на България, който „тигрите“ за втора поредна година печелят след победи срещу ВК Левски (3:0) в четвъртфинала, ВК Монтана (3:1) в полуфинала и ВК Нефтохимик (3:0) във финала.

## Успехи
- 2 пъти Шампион на България (2020/2021 и 2021/2022 г.)
- 2 пъти Вицешампион на България (2018/2019 и 2019/2020 г.)
- 3 пъти носител на Купата на България (2019, 2020 и 2022 г.)
- 2 пъти носител на Суперкупа на България по волейбол (мъже) на България (2019 и 2021 г.)

## Състав за сезон 2021/2022[2]
- Разпределители: Георги Георгиев и Иван Станев
- Посрещачи: Якопо Масари, Тодор Алексиев, Мартин Симеонов, Пламен Шекерджиев
- Центрове: Виктор Йосифов, Николай Къртев, Стойко Ненчев, Теодор Тодоров
- Диагонали: Брадли Гантър, Дейвид Кръстев
- Либера: Петър Каракашев и Теодор Салпаров
- Старши треньор на отбора: Камило Плачи, Мартин Бланко (временен)

ВК Хебър играе домакинските си мачове в Спортна зала „Васил Левски“ гр. Пазарджик. Капацитет: 1500 души.